# Kaminbesteck

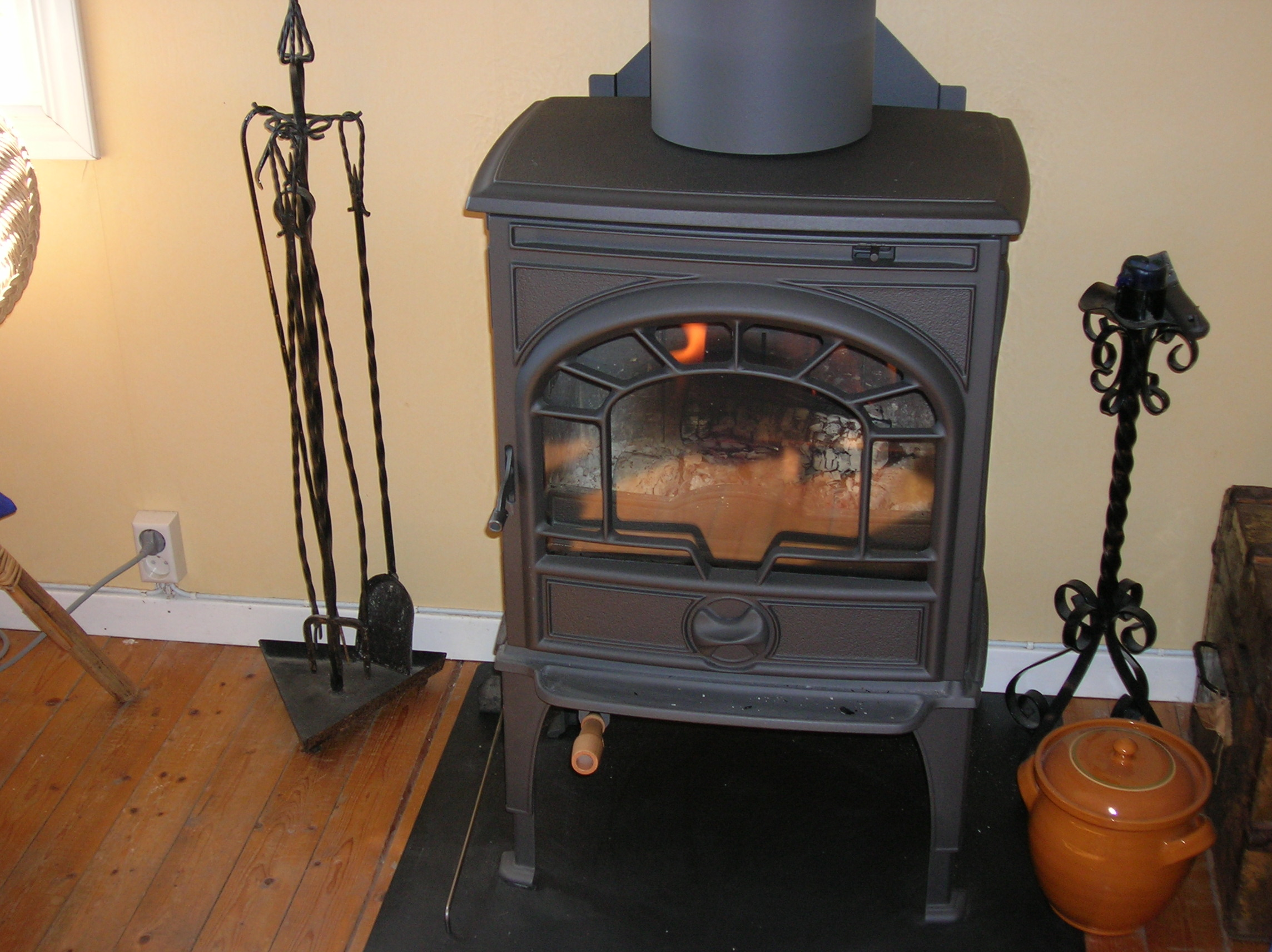
Kaminofen mit Kaminbesteck an der linken Seite

Das Kaminbesteck (oder Ofenbesteck) ist eine Werkzeugsammlung zur Bedienung eines Ofens. Die Werkzeuge, mit welchen man unmittelbar im Brennraum arbeitet, bestehen aus unbrennbaren Materialien. Das Kaminbesteck wird in unmittelbarer Umgebung des Ofens zur Anwendung bereitgehalten.
Vor der Einführung von Zentralheizungen und Elektroherden mussten Kamine, Öfen und Kochöfen häufiger entascht und gereinigt werden. Repräsentativere Bestecke werden heute bei Kachelöfen und offenen Kaminen verwendet. 

## Bestandteile des Kaminbestecks

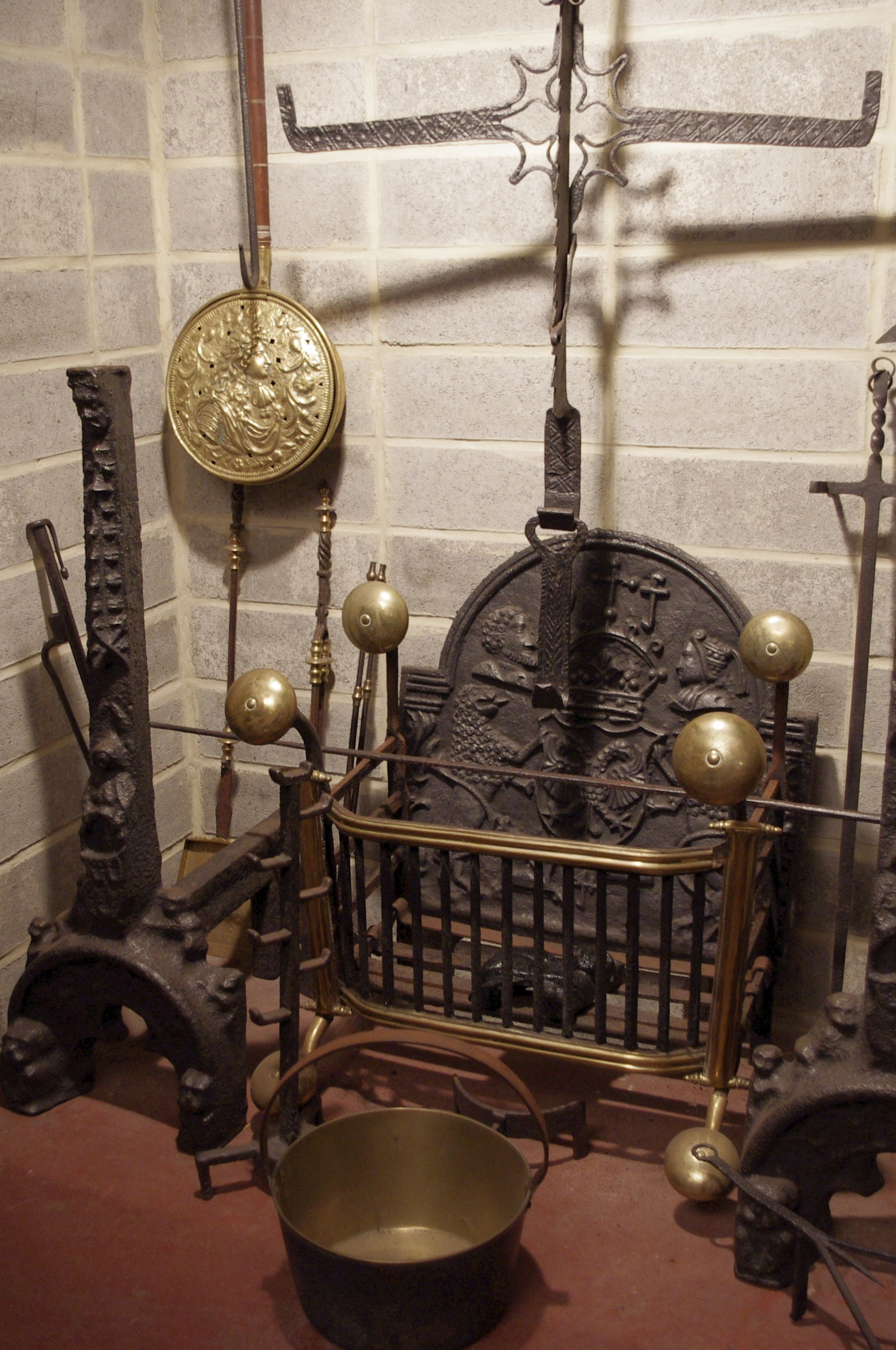
Historische Kaminbestecke, 16.–18. Jh. im Musée de la Gourmandise, Hermalle-sous-Huy, Belgien. Im Bild ist auch ein Bettwärmer abgebildet.

Das Kaminbesteck ist im Allgemeinen drei- bis fünfteilig, hängt in der Zusammenstellung aber prinzipiell von der Bauart der Feuerstelle und den verwendeten Brennstoffen ab.
- Schürhaken
- Kamin-, Ofen- oder Feuerzange
Werden zur Lagekorrektur des Brenngutes verwendet. Der Schürhaken dient gegebenenfalls auch zur Bedienung der Ofentür oder zur Reinigung des Rostes. Mit der Zange kann man z. B. Kohle- oder Koksbriketts in den Brennraum verbringen, ohne diese stark schmutzenden Stoffe direkt mit der Hand anfassen zu müssen. Sie diente früher auch zur Entnahme glühender Holzkohle z. B. zum Anzünden einer Pfeife, da das Entzünden von Feuer mit Feuerzeug umständlicher war.
- Ascheschaufel
- Besen
Schaufel und Besen dienen zum Ausräumen der Asche aus dem Brennraum und zur Reinigung des Stellplatzes. Manchmal gab es auch eine lang- und eine kurzstielige Schaufel, die eine für die Feuerkammer, die andere für den öfter zu säubernden Platz vor dem Ofen.

optional:
- Spaltzange:[2] Damit kann man moderne runde Holzbriketts in kleine Scheiben spalten, um das Anfeuern zu erleichtern
- Blasebalg
- Anblasrohr
Ein Blasebalg nützt beim Anfeuern, früher gab es auch einfache Rohre zum Anblasen, meist mit leicht gekrümmter Düse. Das Anblasrohr war manchmal auch mit dem Schürhaken zum Anblaseisen vereint.
- Räum- und Kratzeisen, Drahtbesen: Diverse Stangen mit Platten und Drahtbürsten zum Ausräumen und zum Entfernen der Versottungen. Diese Werkzeuge verwendet heute, wenn es sich nicht um eine Hausfeuerungsanlage handelt, typischerweise nurmehr der Kaminkehrer, im Haushalt sind sie nicht mehr üblich.
- Ascheeimer: Ein metallener Eimer wird meist separat aufbewahrt, er ermöglicht, die Asche sicher und sauber zwischenzulagern, und noch glühende Anteile aus dem Hausbrand ungefährlich ausglühen zu lassen.

Das Kaminbesteck wird meist aus Eisen respektive Stahl oder Edelstahl hergestellt, aber auch aus Messing respektive Bronze. Die Griffe sind auch aus Holz, Messing zu Eisen, aber auch Porzellan und ähnliche unbrennbare und/oder schlecht wärmeleitende Materialien.
Die Bestecke sind heute als typische Wohnzimmeraccessoires meist historisierend gehalten, etwa in Gusseisenoptik.